# サクラミチ
「サクラミチ」は、東方神起の楽曲である。43枚目のシングルとして2015年2月25日にavex traxから発売された。

## 概要
前作『Time Works Wonders』から3か月ぶりのリリースで、日本デビュー10周年を記念したシングルで。収録曲のプロデュースは、山本加津彦が担当している、韓国での兵役による活動休止前最後のシングルともなった。
「CD+DVD」（品番 : AVCK-79243/B<初回限定盤>、AVCK-79245/B<通常盤>）と「CD」（品番 : AVCK-79244）の3形態でリリースされ、DVDには「サクラミチ」のビデオ・クリップとオフショット映像（初回生産盤のみ）が収録されている。「CD」はCD EXTRA仕様になっており、表題曲のリミックス・バージョンやジャケット撮影時のオフショット映像が収録されている。また、ファンクラブ限定として制作された「Bigeast盤」（品番 : AVC1-79246）は、ピクチャーレーベル仕様となっている。全形態ともにジャケットサイズカード（全6種のうち1枚をランダムに封入）が特典として封入されている。
表題曲の「サクラミチ」及びカップリング曲の「君のいない夜」は、2017年発売のベスト・アルバム『FINE COLLECTION 〜Begin Again〜』でアルバム初収録となったが、翌年にリリースされたオリジナル・アルバム『TOMORROW』は未収録となった。

## チャート成績
発売初週で推定売上枚数13万6466枚を記録し、2015年3月9日付のオリコン週間シングルランキングで初登場2位を獲得。
Billboard Japan Hot 100チャートでは、2月23日付の同チャートで初登場20位を獲得し、その後ランクアップを続け、3月9日付の同チャートで最高2位を獲得した。

## 収録内容

### ［CD］
| 全作詞・作曲: 山本加津彦。 |                                                         |            |            |                          |                  |      |
| #                          | タイトル                                                | 作詞       | 作曲・編曲 | 編曲                     | ストリングス編曲 | 時間 |
| 1.                         | 「サクラミチ」                                          | 山本加津彦 | 山本加津彦 | 山本加津彦               | 門脇大輔         | 5:32 |
| 2.                         | 「君のいない夜」                                        | 山本加津彦 | 山本加津彦 | 山本加津彦               | 四家卯大         | 5:39 |
| 3.                         | 「サクラミチ」(Drifting into 80s Remix)                 | 山本加津彦 | 山本加津彦 | 井上慎二郎（リミックス） |                  | 5:18 |
| 4.                         | 「サクラミチ」(Less Vocal)                              | 山本加津彦 | 山本加津彦 |                          |                  | 5:31 |
| 5.                         | 「君のいない夜」(Less Vocal)                            | 山本加津彦 | 山本加津彦 |                          |                  | 5:37 |
| 6.                         | 「Jacket Making Movie」(CD-EXTRA / 監督 : Kenta Tanoue) | 山本加津彦 | 山本加津彦 |                          |                  |      |
| 合計時間:                  | 合計時間:                                               | 合計時間:  | 合計時間:  | 27:37                    |                  |      |

### ［CD+DVD］
| 全作詞・作曲・編曲: 山本加津彦。 |                              |            |            |                  |      |
| #                                | タイトル                     | 作詞       | 作曲・編曲 | ストリングス編曲 | 時間 |
| 1.                               | 「サクラミチ」               | 山本加津彦 | 山本加津彦 | 門脇大輔         | 5:32 |
| 2.                               | 「君のいない夜」             | 山本加津彦 | 山本加津彦 | 四家卯大         | 5:39 |
| 3.                               | 「サクラミチ」(Less Vocal)   | 山本加津彦 | 山本加津彦 |                  | 5:31 |
| 4.                               | 「君のいない夜」(Less Vocal) | 山本加津彦 | 山本加津彦 |                  | 5:37 |
| 合計時間:                        | 合計時間:                    | 合計時間:  | 22:19      |                  |      |

| #  | タイトル                                                     | 作詞 | 作曲・編曲 | 監督 |
| -- | ------------------------------------------------------------ | ---- | ---------- | ---- |
| 1. | 「サクラミチ」(Video Clip)                                   |      |            |      |
| 2. | 「サクラミチ -Video Clip- (Off Shot Movie)」(初回限定盤のみ) |      |            |      |

### ［Bigeast盤］
| 全作詞・作曲・編曲: 山本加津彦。 |                              |            |            |                  |      |
| #                                | タイトル                     | 作詞       | 作曲・編曲 | ストリングス編曲 | 時間 |
| 1.                               | 「サクラミチ」               | 山本加津彦 | 山本加津彦 | 門脇大輔         | 5:32 |
| 2.                               | 「君のいない夜」             | 山本加津彦 | 山本加津彦 | 四家卯大         | 5:39 |
| 3.                               | 「サクラミチ」(Less Vocal)   | 山本加津彦 | 山本加津彦 |                  | 5:31 |
| 4.                               | 「君のいない夜」(Less Vocal) | 山本加津彦 | 山本加津彦 |                  | 5:37 |
| 合計時間:                        | 合計時間:                    | 合計時間:  | 22:19      |                  |      |

## 曲の解説
1. サクラミチ
東海テレビ・フジテレビ系ドラマ『花嫁のれん』主題歌[8]
ミディアム・バラードの楽曲で、歌詞は「新たな旅立ち」をイメージしたもの[8]。
曲についてユンホは、「僕自身にとっても意味のある曲だから、20代最後の気持ちを込めて歌った。」「音程はそこまで低くないけど、気持ちよく歌わないといけなかったし、すごく良い歌詞だからしっかりと伝えたいという思いがあった。ただリズムがちょっと早いから、そこに注意して歌った。」とコメントしている[14]。
2. 君のいない夜
TBS系『王様のブランチ』2015年2月・3月度エンディングテーマ[8]
3. サクラミチ -Drifting into 80s Remix-
［CD］に収録。井上慎二郎によるリミックスバージョン。

## 演奏参加者
- 山本加津彦 - Programmed, Piano
- 佐々木隆行 - Guitar (#1)
- 鈴木渉 - Bass (#2)
- URU - Programmed (#1)
- 門脇大輔ストリングス - Strings (#1)
- 四家卯大ストリングス - Strings (#2)

## 楽曲の収録アルバム
サクラミチ
- FINE COLLECTION 〜Begin Again〜

君のいない夜
- FINE COLLECTION 〜Begin Again〜